# Bataille d'Inverurie
Première guerre d'indépendance de l'Écosse
Batailles
La bataille d'Inverurie (ou de Barra) opposa les partisans du roi d'Écosse Robert Ier à ses rivaux du clan Comyn le 23 mai 1308 près d'Inverurie dans l'Aberdeenshire.
Robert bat les Comyn et assoit son pouvoir sur l'Écosse. L'opposition de la noblesse écossaise envers son autorité prend définitivement fin.

## Les succès de RobertIer
Après quelques victoires encourageantes, Robert remporte sa première victoire décisive sur les Anglais à Loudoun Hill le 10 mai 1307. Nombreux sont ceux qui se rallient à lui à la suite de ce succès, d'autant que son adversaire Édouard Ier d'Angleterre meurt en juillet 1307 avant d'achever son expédition punitive en Écosse. Son successeur Édouard II suspend les hostilités.
Certains nobles écossais refusent cependant de soutenir Robert, notamment John Comyn, 7e comte de Buchan, dont le neveu John III Comyn a été assassiné froidement par Robert en février 1306, juste avant qu'il ne s'autoproclame roi d'Écosse. Les Comyn sont cependant affaiblis : ils ne disposent plus du soutien crucial du roi d'Angleterre, qui doit lutter contre ses propres barons, et échouent à stopper la progression de Robert dans leurs propres terres lors de la bataille de Slioch en décembre 1307.
L'offensive de Robert est interrompue lorsqu'il est subitement frappé par la maladie. Sa santé s'améliore peu après. Il est rejoint par le comte de Ross, ce qui agrandit son armée, estimée à 3 000 hommes au printemps 1308.

## Déroulement de la bataille
Le 22 mai 1308, Robert arrive à Inverurie, prêt à combattre Buchan. Ce dernier arrive peu après et, à l'aube du 23 mai, attaque les éclaireurs de Robert. Le camp de Robert est cependant loin de celui de Buchan, ce qui permet au roi d'être informé à temps de l'assaut.

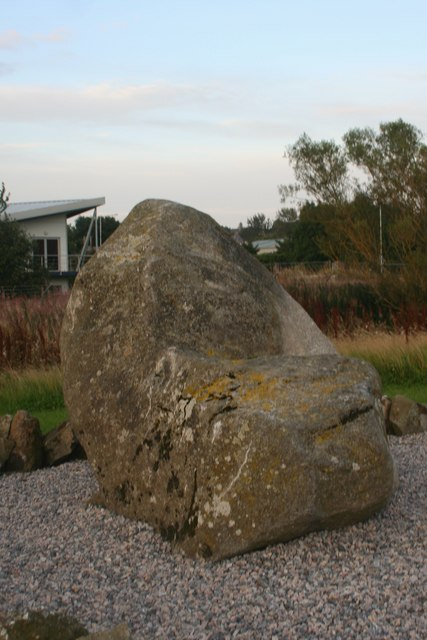
Pierre depuis laquelle Robert Ier aurait assisté à la bataille.

Le roi, trop affaibli, ne participe pas à l'engagement du combat. Inquiet cependant du moral de ses troupes, il est transporté en litière à proximité du champ de bataille, sur une colline. Son arrivée surprend ses hommes qui, motivés, enfoncent les lignes de Buchan.
Buchan, conscient que la bataille est perdue, s'enfuit à bride abattue vers Fyvie car les hommes du roi le poursuivent. Là, il s'échappe en Angleterre et y meurt la même année. Sa défaite met fin aux rébellions des partisans de Comyn.
Robert Ier ordonne à ses officiers de piller par la suite les terres de Buchan, soupçonnant la population locale de lui être hostile.